# Communauté de communes de la Vallée de la Gorre
Die Communauté de communes de la Vallée de la Gorre ist ein ehemaliger französischer Gemeindeverband mit der Rechtsform einer Communauté de communes im Département Haute-Vienne in der Region Nouvelle-Aquitaine. Sie wurde am 29. Dezember 2000 gegründet und umfasste sechs Gemeinden. Der Verwaltungssitz befand sich im Ort Saint-Laurent-sur-Gorre.

## Historische Entwicklung
Mit Wirkung vom 1. Januar 2017 fusionierte der Gemeindeverband mit der Communauté de communes des Feuillardiers und bildete so die Nachfolgeorganisation Communauté de communes Ouest Limousin.

## Ehemalige Mitgliedsgemeinden
1. Cognac-la-Forêt
2. Gorre
3. Saint-Auvent
4. Saint-Cyr
5. Saint-Laurent-sur-Gorre
6. Sainte-Marie-de-Vaux